# Libníkovice
Libníkovice település Csehországban, a Hradec Králové-i járásban. Libníkovice Jeníkovice, Jílovice, Černilov, Librantice és Výrava településekkel határos. Lakosainak száma 169 fő (2024. január 1.).

## Népesség
A település lakosságának változását az alábbi diagram mutatja:
| Lakosok száma | 290  | 279  | 282  | 189  | 147  | 156  | 157  | 167  | 169  | 169  |
|               | 1869 | 1900 | 1921 | 1961 | 1980 | 2011 | 2016 | 2019 | 2021 | 2024 |